# Knodus borari
Knodus borari — вид харациноподібних риб родини харацинових (Characidae). Описаний у 2022 році.

## Поширення
Ендемік Бразилії. Поширений у річці Купарі, притоці річки Тапажос правої притоки Амазонки (штат Мату-Гросу).